# Oskar Dirlewanger
Oskar Anton Paul Dirlewanger (ur. 26 września 1895 w Würzburgu, zm. 7 czerwca 1945 w Altshausen) – niemiecki przestępca, bojówkarz, wojskowy i awanturnik, SS-Oberführer, doktor politologii, dowódca 36 Dywizji Grenadierów SS złożonej z byłych więźniów z którą wymordował w bestialski sposób (często paląc żywcem) od sześćdziesięciu do stu dwudziestu tysięcy cywili i jeńców z ZSRR, Polski i Słowacji, zbrodniarz wojenny i przestępca seksualny, seryjny gwałciciel i pedofil. Weteran I i II wojny światowej, rewolucji listopadowej, puczu Kappa, powstania w Ruhrze, powstań śląskich i hiszpańskiej wojny domowej.

## Życiorys
Dirlewanger urodził się w Würzburgu w rodzinie Augusta i Pauline z domu Herrlinger, miał trójkę rodzeństwa. Ukończył szkołę powszechną w Stuttgarcie i rozpoczął naukę w tamtejszym gimnazjum. Po przeprowadzce w 1906 rodziny do Esslingen uczył się w Esslinger Gymnasium (dziś Georgii-Gymnasium Esslingen), gdzie 30 czerwca 1913 zdał egzamin maturalny.
Po maturze zdecydował się na karierę wojskową i 1 października 1913 został przydzielony do służby w 123 pułku grenadierów. Po wybuchu I wojny światowej od 2 sierpnia 1914 roku brał udział w walkach swego pułku, początkowo na terenie Belgii a później Francji. Już w sierpniu odniósł pierwszą ranę i do końca 1914 przebywał w kilku szpitalach. Rekonwalescencja przeciągnęła się do połowy 1915, dopiero wtedy dołączył do macierzystego pułku i wziął udział w walkach w rejonie Argonny. Po raz drugi został ranny, po wyleczeniu komisja lekarska orzekła u niego 40% inwalidztwo. Jako niezdolny do służby frontowej został przydzielony do pracy administracyjnej w 7 Dywizji Landwehry. Pracował też jako instruktor karabinów maszynowych.
Wobec pogarszającej się sytuacji militarnej Cesarstwa Niemieckiego jego podanie o przywrócenie do służby frontowej zostało pozytywnie rozpatrzone i 30 grudnia 1916 został mianowany dowódcą kompanii szturmowej 7 Dywizji Piechoty. W marcu 1917 został przeniesiony ze swoją jednostką na Ukrainę, gdzie brał udział w walkach, m.in. pod Stochodem, Taganrogiem i Batajskiem. W listopadzie 1918, w chwili kapitulacji Niemiec, w stopniu porucznika dowodził kompanią karabinów maszynowych w południowej Rosji. W październiku i listopadzie, już jako dowódca batalionu, stacjonował na terenie okupowanej Rumunii. Oddziałowi groziło internowanie w Rumunii, Dirlewanger podjął marsz w kierunku ojczyzny, skupiając przy sobie łącznie 600 żołnierzy, również z innych oddziałów. Do Niemiec dotarł 28 grudnia 1918. Za służbę podczas I wojny światowej otrzymał Złoty Wirtemberski Medal za Odwagę oraz Żelazny Krzyż I klasy oraz Czarną Odznakę za Rany.
W latach 1919–1921 służył w Freikorpsach Epp, Haas i Sprösser. Brał udział w tłumieniu powstań komunistycznych w Westfalii, Wirtembergii i Turyngii. W tym czasie odbył dwie krótkie kary pozbawienia wolności za ukrywanie broni. Walczył podczas tłumienia puczu Kappa oraz zamieszek w Zagłębiu Ruhry. W Niedzielę Wielkanocną, 26 marca 1921 r. Dirlewanger dowodził pociągiem pancernym walczącym o Sangerhausen, które było zajęte przez grupę milicjantów Komunistycznej Partii Niemiec Maxa Hoelza. Atak Dirlewangera nie powiódł się, jednak po nocnym wzmocnieniu jego sił przez oddziały prorządowe, komuniści wycofali się z miasta. Jako dowódca pociągu pancernego został ranny w głowę. Po przejęciu władzy przez NSDAP Dirlewangera okrzyknięto „wyzwolicielem miasta od czerwonych terrorystów”, a w 1935 r. otrzymał on honorowe obywatelstwo miasta Sangerhausen. Od czerwca 1921 brał udział w walkach przeciwko powstańcom śląskim.
W 1919 rozpoczął studia w Wyższej Szkole Handlowej w Mannheim, które przerywał, ochotniczo wstępując do organizacji paramilitarnych, walczących m.in. na Górnym Śląsku. W czasie studiów wyróżniał się aktywnością polityczną, groziło mu nawet postępowanie dyscyplinarne za „rażącą agitację antysemicką”. W marcu 1921 ukończył naukę i uzyskał tytuł zawodowy dyplomowanego ekonomisty. Następnie studiował na Uniwersytecie Johanna Wolfganga Goethego we Frankfurcie politologię, uzyskując w 1925 tytuł doktora na podstawie obrony pracy pt. W imię krytyki teorii planowanej kontroli gospodarki. W swej pracy doktorskiej dokonywał m.in. krytyki polityki centralnie sterowanej w ekonomii. Po zakończeniu studiów pracował w bankowości, od 1925 zatrudnił się w Schwäbische Treuhand AG w Stuttgarcie. Od 1928 do 1931 pracował w hurtowni wyrobów włókienniczych Kornicke w Erfurcie, gdzie zmalwersował znaczne kwoty pieniędzy, które przekazał SA.
Kilkakrotnie wstępował do NSDAP (w 1922 – nr 12517, 1926 i ostatecznie 1 marca 1932 – nr 1098716). W 1933 objął stanowisko zastępcy dyrektora Urzędu Pracy w Heilbronn. Jako bojówkarz SA był uwięziony za zakłócanie porządku publicznego. Został aresztowany 22 lipca 1934, skazany na 2 lata pozbawienia wolności i osadzony w więzieniu w Ludwigsburgu za gwałt na 13-letniej członkini BDM. Pozbawiono go też akademickiego tytułu doktora oraz zabroniono noszenia munduru pułku grenadierów nr 123 i używania stopnia podporucznika rezerwy. Został też wydalony z SA oraz NSDAP. Po zwolnieniu z więzienia w 1936 dążył do rewizji wyroku co uznano za „zakłócanie spokoju złośliwymi skargami” i zesłano do obozu koncentracyjnego w Welzheim. Na skutek interwencji Gottloba Bergera został uwolniony z obozu po miesięcznym pobycie.
W marcu 1937 wstąpił do hiszpańskiej Legii Cudzoziemskiej, następnie przeniósł się do niemieckiego Legionu Condor. Został mianowany oficerem, uczestniczył w hiszpańskiej wojnie domowej, gdzie w latach 1936–1939 szkolił Hiszpanów w niemieckich oddziałach lądowych Legion Condor. W 1940 uzyskał unieważnienie wyroku o obrazę obyczajności, dzięki czemu ponownie został przyjęty do NSDAP oraz odzyskał tytuł doktora, przyznany mu przez Uniwersytet we Frankfurcie. Znalazł zatrudnienie jako audytor ksiąg rachunkowych.
W lipcu 1940 został przyjęty do SS, co stanowiło realizację jego wniosku przesłanego Heinrichowi Himmlerowi jeszcze w lipcu 1939. Na swój własny wniosek utworzył i wyszkolił specjalny oddział karny SS-Sonderkommando Dirlewanger, podlegający Kommandostab RFSS. Oddział ten (najpierw kompania, batalion, później pułk i brygada) była początkowo złożona z kryminalistów skazanych głównie za kłusownictwo i inne podobne wykroczenia, później przestępców skazanych za najcięższe zbrodnie, takie jak zabójstwo czy gwałt. Od połowy 1944 SS-HA włączał do niej aresztantów z więzień Wehrmachtu i SS, a od jesieni 1944 nawet więźniów politycznych z SPD i KPD. Pierwotnym zamierzeniem było przeciwstawienie niespełna stuosobowego oddziału eks-kłusowników skupiskom pospolitych bandytów oraz przenikaniu sowieckich agentów przez granicę. W 1940 oddział ten przydzielony został do Dowódcy SS i Policji w dystrykcie lubelskim Odilo Globocnika, a sam Dirlewanger został komendantem obozu pracy dla Żydów w Dzikowie Starym, funkcjonującego w ramach kompleksu obozów pracy powstałych w celu budowy umocnień granicznych w rejonie Bełżca, tzw. linia „Otto”, a następnie zwalczał szmugiel i spekulację w Generalnym Gubernatorstwie. Dowodzona przez niego jednostka została przeniesiona do Lublina gdzie zajęli się szkoleniem oraz udziałem w akcji wysiedlania Polaków ze wsi dystryktu lubelskiego. Był tak okrutny i skorumpowany, że nawet władze SS były oburzone i wszczęły przeciw niemu specjalne śledztwo. Miał on stanąć przed sądem SS w sprawie „kalania rasy” (gwałty na żydowskich „podludziach”), ale ostatecznie nie doszło to do skutku. Cieszył się osobistą protekcją ze strony Gottloba Bergera, awansował i zniknął z pola widzenia wrogów. Wszczęta przeciwko niemu przez Gestapo sprawa dyscyplinarna została umorzona.
25 lutego 1942 został przeniesiony wraz ze swoim oddziałem na okupowaną Białoruś z zadaniem walki z partyzantką radziecką. Tam wraz ze swoimi podwładnymi dopuścił się całego szeregu zbrodni, już zupełnie bezkarnie i na masową skalę mordując miejscową ludność cywilną oraz niszcząc i grabiąc wiele wsi i miasteczek podczas niemieckich operacji antypartyzanckich. Jego oddział odpowiada za zniszczenie wsi Borki i spalenie wszystkich jej mieszkańców w pięciu stodołach, zniszczenie wsi Chatyń i masakrę większości mieszkańców tej białorusko-polskiej wsi. Latem 1943 SS-Sonderbataillon Dirlewanger uczestniczył w pacyfikowaniu obszaru Puszczy Nalibockiej na terenie przedwojennego województwa nowogródzkiego. W listopadzie 1943 jego Sonderkommando wzięło udział w walkach frontowych w rejonie Newla, Dretunia i Połocka ponosząc znaczne straty.
W sierpniu 1944 pułk SS Dirlewanger został przydzielony do Kampfgruppe Reinefarth pod dowództwem Heinza Reinefartha, walczących z Polakami po wybuchu powstania warszawskiego. W Warszawie oddział ponownie odznaczał się barbarzyństwem, mordując i gwałcąc tysiące cywilnych mieszkańców oraz jeńców wojennych. Niemniej, wbrew rozpowszechnionej opinii, dirlewangerowcy odegrali ograniczoną rolę w czasie rzezi mieszkańców dzielnicy Wola; największych zbrodni dokonywali wtedy członkowie bezpośrednio podległych Reinefarthowi jednostek policyjnych z Kraju Warty. Dirlewanger otrzymał kolejny awans na SS-Oberführera za swoje „zasługi” w tłumieniu powstania, a 30 września także Krzyż Rycerski Żelaznego Krzyża. 16 października 1944 gubernator Hans Frank wydał na cześć Dirlewangera obiad na Wawelu, na którym wyraził mu „swą wdzięczność i uznanie za wzorowe operacje przeprowadzone przez jego grupę w toku walk w Warszawie”.
Pod koniec 1944 uczestniczył w brutalnym tłumieniu słowackiego powstania narodowego. Jednostka została przeformowana do poziomu brygady i jako SS-Sturmbrigade „Dirlewanger” brała udział w walkach frontowych na Węgrzech. Z powodu strat i dezercji została wycofana z frontu w styczniu 1945. Rozkazem Heinricha Himmlera z 19 lutego brygada została przekształcona w 36 Dywizję Grenadierów SS. Stan osobowy został uzupełniony poprzez nabór w obozach koncentracyjnych i kierowanie żołnierzy skazanych przez sądy wojskowe. W kwietniu Dywizja wzięła udział w odpieraniu oddziałów Armii Czerwonej atakującej Berlin. On sam jednak opuścił jednostkę na początku stycznia 1945, wziął urlop wypoczynkowy na leczenie. Jego zdrowie szwankowało, dawały o sobie znać stare rany, których odniósł jedenaście w swej karierze żołnierza. W trakcie urlopu odwiedził rodzinę w Esslingen, 22 kwietnia na krótko stawił się w Berlinie, a następnie wyjechał do Allgäu.
Zmarł 7 czerwca 1945 w niewyjaśnionych okolicznościach w Altshausen w Badenii-Wirtembergii, po aresztowaniu 1 czerwca we francuskiej strefie okupacyjnej. Możliwe, że został pobity na śmierć przez pilnujących go polskich żołnierzy, zmobilizowanych i skierowanych do służby wartowniczej na tyłach francuskiej 1 Armii w szeregach 3. kompanii 29. Zgrupowania Piechoty Polskiej (3 compagne 29ème Groupement d’Infanterie Polonaise). W grę wchodzą też jeńcy francuscy polskiego pochodzenia, którzy w okresie wojny pracowali w Altshausen i mogli pozostać jako strażnicy pełniący służbę okupacyjną. 8 czerwca został pochowany na cmentarzu w Altshausen, władze zabroniły otwarcia trumny. Plotki o tym, że Dirlewanger żył i w późniejszych latach służył w armii egipskiej, doprowadziły do ekshumacji jego szczątków 12 listopada 1960. Badania zwłok w Instytucie Medycyny Sądowej we Fryburgu Bryzgowijskim potwierdziły, że należą do Dirlewangera.